# Dominica Lindsey
Dominica Lindsey es una deportista británica que compitió en vela en la clase Yngling. Ganó una medalla de plata en el Campeonato Europeo de Yngling de 2004.

## Palmarés internacional
| \| Campeonato Europeo \| Campeonato Europeo \| Campeonato Europeo \| Campeonato Europeo \| \| Año \| Lugar \| Medalla \| Clase \| \| ------------------ \| ----------------------- \| ------------------ \| ------------------ \| \| 2004 \| Stavoren (Países Bajos) \| Medalla de plata \| Yngling \| |                         |                  |         |
| Campeonato Europeo |                         |                  |         |
| Año | Lugar                   | Medalla          | Clase   |
| 2004 | Stavoren (Países Bajos) | Medalla de plata | Yngling |